# Ruslan Fedotenko
Ruslan Viktorovitj Fedotenko, ukrainska: Руслан Вікторович Федотенко, född 18 januari 1979 i Kiev, Ukrainska SSR, Sovjetunionen, är en ukrainsk professionell ishockeyspelare som spelar för Minnesota Wild i NHL. Han har tidigare spelat för Tampa Bay Lightning, New York Islanders, Pittsburgh Penguins och Philadelphia Flyers. 
2003–04 vann Fedotenko Stanley Cup med Tampa Bay Lightning. Han gjorde båda Tampas mål i den sjunde och avgörande finalmatchen mot Calgary Flames som slutade 2-1. 2008–09 vann han Stanley Cup med Pittsburgh Penguins.